# Massarina ambigua
Massarina ambigua är en svampart som tillhör divisionen sporsäcksvampar, och som först beskrevs av Augusto Napoleone Berlese och Bres., och fick sitt nu gällande namn av Ove Erik Eriksson. Massarina ambigua ingår i släktet Massarina, och familjen Massarinaceae. Arten är reproducerande i Sverige.